# Bracon hellulae
Bracon hellulae är en stekelart som först beskrevs av Costa Lima 1938.  Bracon hellulae ingår i släktet Bracon och familjen bracksteklar. Inga underarter finns listade.